# Khố

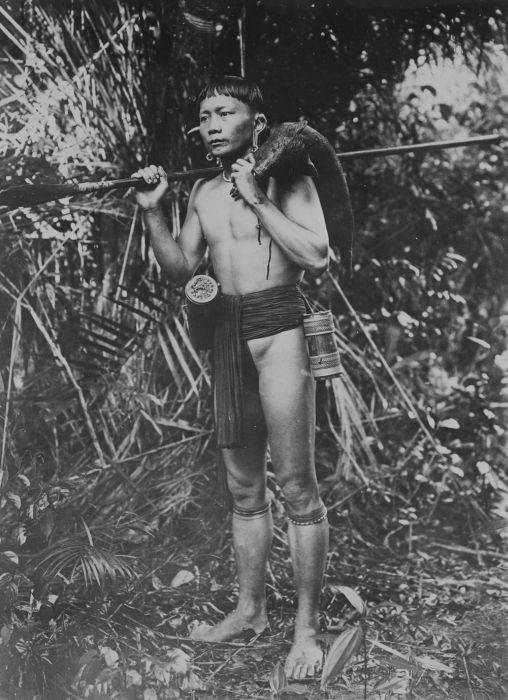
Một người đàn ông Dayak ở Indonesia đóng khố

Khố là loại trang phục bao phủ bộ phận sinh dục và ít nhất một phần mông bằng cách quấn tựa vào vòng thắt lưng.

## Lịch sử và các loại
Khố là một dải vật liệu dài và hẹp, được quấn qua lại giữa hai đùi và hông. Trước đây, khố được sử dụng như một loại đồ lót hoặc đồ tắm.
Một ví dụ của khố là fundoshi Nhật hay bahag của Philippines.